# 石狮乡
石狮乡，是中华人民共和国江西省上饶市广信区下辖的一个乡镇级行政单位。

## 行政区划
石狮乡下辖以下地区：
王家坝社区、石狮社区、吉阳村、黄岭村、何村、丁家仓村和三都村。